# Basava Premanand
Basava Premanand (17 de febrero de 1930 - 4 de octubre de 2009) fue un eminente escéptico y racionalista de Kerala, India.

## Biografía
Premanand nació en Kozhikode, Kerala, hijo de padres seguidores del movimiento teosófico.
En la década de 1940 deja la escuela para implicarse en el movimiento de desobediencia civil Quit India Movement. Sus siguientes siete años los pasa en Sri-Steila Gurukula, donde se impartía una educación Shantiniketan-Wardha. Hacia 1975, comienza a denunciar públicamente al gurú indio Sathya Sai Baba y a dedicar su vida a exponer y denunciar la falsedad de los fenómenos paranormales. Premanand utilizaba sus conocimientos de mago amateur para exponer una explicación natural a los supuestos hechos milagrosos de los gurús, desmontándolos.
"Guru Busters", el documental del director británico Robert Eagle muestra a Premanand enseñando los trucos de muchos supuestos poderes sobrenaturales como la levitación, los enterramientos en vida o la ausencia de dolor.
Desde 1976, su objetivo más famoso fue Sathya Sai Baba Premanand fue arrestado en 1986 por la policía por hacer una manifestación, junto con otras 500 personas hacia Puttaparthi, la localidad sede del mayor ashram de este supuesto gurú. Ese mismo año demandó a Sathya Sai Baba por violación de la Ley de Control de Oro. El caso fue desestimado, pero Premanand apeló basándose en que el poder espiritual no es una defensa reconocida en el derecho.
También tomo parte activa en el Rally por la Ciencia (Vigyan Yatra) organizado por Maharashtra Lok Vidnyan en 1982 para popularizar la ciencia y el pensamiento científico, así como en el Bharat Jan Vigyan Jatha en 1987 promocionando la misma causa.
Más tarde fundó la Federación de Asociaciones Indias Racionalistas, que hace giras por localidades de la India para educar a la población y mostrar a la población el fraude de los gurús y fakires self deceived. También participa en en:Indian CSICOP, un grupo escéptico de Tamil Nadu afiliado a CSICOP.
Fue editor de la revista mensual The Indian Skeptic, que "publica artículos de investigaciones científicas de sucesos aparentemente paranormales con un especial énfasis en la India".
Descrito por la BBC como un desmitificador de gurús (guru buster), Basava Premanand ha sido honorificado por el gobierno con su mayor premio por la promoción de los valores científicos entre el público".